# MKS Aqua-Zdrój Wałbrzych
Miejski Klub Sportowy Aqua-Zdrój Wałbrzych to męski klub siatkówki, który powstał w 2017 roku na bazie swojej poprzedniczki Victorii PWSZ, występującej w latach 2014-17 na zapleczu Plusligi. W lipcu 2017 uchwała Rady Miasta Wałbrzycha pozwoliła przejąć seniorski zespół w struktury spółki miejskiej Aqua-Zdrój. W sezonie 2017/18 drużyna występowała w I lidze mężczyzn, po przegranych play-outach z Olimpią Sulęcin spadła do II ligi mężczyzn, gdzie występuje od sezonu 2018/19.

## Kadra w sezonie 2019/20
- Trener:  Janusz Ignaczak
- Asystent trenera:  Fabian Kurzawiński
- Trener przygotowania fizycznego:  Patryk Pietraszko
- Fizjoterapeuta:  Maciej Byra
- Fizjoterapeuta:  Konrad Ciniecki

| 1  | Jakub Gontarewicz    | rozgrywający |
| 2  | Karol Redyk          | przyjmujący  |
| 3  | Radosław Nowak       | środkowy     |
| 5  | Marcel Mikulski      | atakujący    |
| 7  | Kajetan Kulik        | atakujący    |
| 8  | Jan Gawryś           | przyjmujący  |
| 9  | Jarosław Pizuński    | środkowy     |
| 10 | Marcin Dereń         | przyjmujący  |
| 11 | Karol Szczygielski   | środkowy     |
| 12 | Mikołaj Sroka        | środkowy     |
| 13 | Bartłomiej Dzikowicz | przyjmujący  |
| 14 | Dominik Płużka       | przyjmujący  |
| 15 | Sebastian Zieliński  | przyjmujący  |
| 16 | Kacper Laskowski     | rozgrywający |
| 17 | Wiktor Mordarski     | libero       |
| 18 | Oktawian Sowiński    | rozgrywający |
| 19 | Maciej Leński        | rozgrywający |
| 20 | Miłosz Baran         | atakujący    |